# Flakaliden
Flakaliden är ett naturreservat i Piteå kommun i Norrbottens län.
Området är naturskyddat sedan 2016 och är 0,7 kvadratkilometer stort. Reservatet omfattar ett flackt område med våtmarker  Reservatet består av tall, gran och lövträd.